# سونی اریکسون اکس‌پریا آرک اس
سونی اریکسون ایکس‌پریا آرک اس (به انگلیسی: Sony Ericsson Xperia arc S) یک گوشی است که توسط سونی اریکسون در سپتامبر ۲۰۱۱ عرضه شده است. این گوشی دارای سیستم عامل آندروید نسخهٔ ۲٬۳٬۴ و پردازندهٔ ۱٬۴ گیگاهرتزی است، آرک اس همچنین دارای یک نمایشگر ۴٬۲ اینچی لمسی خازنی و یک دوربین ۸٬۱ مگاپیکسلی با فیلمبرداری اچ‌دی می‌باشد.